# Post Apocalyptic Mayhem
Post Apocalyptic Mayhem — мультиплеерная игра в жанре гонок на выживание в постапокалиптическом мире. Была разработана для PC белорусской компанией Steel Monkeys, издателем выступила канадская компания Meridian 4.
В режиме игры для одного игрока на гонку дается время, победитель определяется путём подсчета уничтоженных машин соперников. В мультиплеере можно выбрать заезд как наперегонки, так и на уничтожение машин соперников. В игре представлено 12 боевых машин и 6 гоночных треков. На трассе машина собирает бонусы, накопление которых позволяет использовать специальные способности. У каждой машины 3 индивидуальных способности.
Игра получила преимущественно низкие оценки игровой прессы. Обозреватель GameSpot Кевин Ванорд назвал игру «пустой и любительской», поставив ей оценку 3/10. В обзоре сайта Game Revolution основными недостатками игры были названы единственный, по сути, режим игры для одного игрока, удручающе малое количество трасс и скучный мультиплеер.